# Snow White (película de 2025)
Snow White (Blanca Nieves en Hispanoamérica; Blancanieves en España) es una película de fantasía musical estadounidense de 2025 dirigida por Marc Webb, a partir de un guion de Erin Cressida Wilson. Coproducida por Walt Disney Pictures y Marc Platt Productions, es una nueva versión de acción real de la película animada de Walt Disney, Snow White and the Seven Dwarfs (1937), que a su vez se basa libremente en el cuento de hadas homónimo (1812) de los hermanos Grimm. La película está protagonizada por Rachel Zegler como el personaje titular, Gal Gadot como la Reina Malvada, y Andrew Burnap como Jonathan.
Los planes para una nueva versión de Snow White and the Seven Dwarfs (1937) se confirmaron en octubre de 2016. Webb inició conversaciones para dirigir la película en mayo de 2019 y se unió a la película como director en septiembre de 2019. El rodaje se llevó a cabo principalmente en Londres (Inglaterra) de marzo a julio de 2022.
Snow White tuvo un preestreno en el Alcázar de Segovia (España) el 12 de marzo de 2025, siendo oficialmente estrenada en cines el 21 de marzo de 2025. Recibió críticas generalmente mixtas por parte de los críticos, quienes elogiaron la actuación de Zegler, pero cuestionaron algunas de las decisiones estilísticas de la película. Con un presupuesto de producción de 240–270 millones de dólares, es una de las películas más costosas de Disney. La película recaudó 205 millones de dólares, siendo considerada un fracaso de taquilla al no superar sus costes de producción. A pesar de ello, la película ocupa un lugar entre las películas con mayor recaudación de taquilla del año 2025, y tuvo un buen desempeño cuando fue lanzada en medios domésticos.

## Argumento
En un reino pacífico, un rey (Hadley Fraser) y una reina (Lorena Andrea) le dan la bienvenida a su hija recién nacida durante una tormenta de nieve, llamándola Blancanieves para honrar el día. Años después, tras la enfermedad y muerte de la reina, el rey toma como segunda esposa a una mujer bella y noble (Gal Gadot). La nueva reina advierte de una amenaza inminente del Sur, lo que impulsa al rey a emprender una campaña. Sin embargo, este nunca regresa. Después de esto, la reina se revela como un alma vanidosa y malvada.
Años después, el reino se convierte en una distopía, con sus súbditos viviendo en la indigencia debido a los impuestos excesivos. Blancanieves (Rachel Zegler), ahora una joven princesa, ha sido relegada a ser una sirvienta. La Reina Malvada, que se enorgullece de su belleza, descubre por su Espejo Mágico (Patrick Page) que Blancanieves es ahora la más bella del reino. Blancanieves pronto conoce a un apuesto bandido llamado Jonathan (Andrew Burnap), quien asalta la despensa del castillo para robar comida para él y sus amigos. Sin embargo, ella le permite irse con algo de comida.
Blancanieves le pide a su madrastra que trate con bondad a los súbditos, pero la Reina se muestra indiferente. Tras la marcha de Blancanieves, la Reina, celosa de su belleza, ordena a un cazador (Ansu Kabia) que la ejecute y le devuelva su corazón en un cofre de joyas. El Cazador no puede hacerlo y en cambio le advierte a Blancanieves de las malvadas intenciones de su madrastra y que no le contaron la verdad acerca de su padre, por lo que le aconseja que huya del reino.
Temiendo por su vida, Blancanieves huye al bosque, donde se encuentra con varios animales, entre los que incluyen pájaros azules, pájaros rojos, pájaros carpinteros, conejos, liebres, ardillas, ardillas rayadas, ratones, ciervos, un erizo y una tortuga. Estos la conducen a una cabaña solitaria. Sin que Blancanieves lo sepa, la cabaña pertenece a siete habitantes del bosque: Doc («Sabio»), Gruñón, Tímido, Dormilón, Sneezy («Mocoso»/«Estornudo»), Feliz y Dopey («Mudito»/«Tontín»), quienes pasan sus días trabajando en una mina de diamantes. Ellos la encuentran dormida en sus camas y se apiadan de ella cuando les cuenta su difícil situación.
Tras descubrir que Blancanieves está viva, ya que el Espejo Mágico identifica el corazón que le fue otorgado como el de una manzana, la Reina castiga al Cazador y ordena a sus subordinados a encontrar a Blancanieves y asesinarla.
Blancanieves decide ir en busca de la verdad acerca de su padre y se encuentra en el camino con Jonathan y sus bandidos, quienes juraron lealtad al antiguo rey, el padre de Blancanieves. Ellos en conjunto, luchan para salvar a Blancanieves de los ataques constantes de los guardias. Si bien logran engañarlos, Jonathan termina malherido por una flecha. Blancanieves decide llevarlo con los amigos por ayuda y Sabio logra curarlo. Todos se regocijan por ello, mientras que Blancanieves y Jonathan comparten un momento romántico juntos.
A la mañana siguiente, los subordinados de la Reina Malvada encuentran a Jonathan. La reina procede a encarcelarlo junto al Cazador y se retira a sus aposentos secretos. Se transforma en una anciana usando una poción de disfraz y crea una manzana envenenada para maldecir a Blancanieves con la Muerte Durmiente y en su trayecto lo acompaña su buitre, que es el encargado de asustar antes a los animales del bosque.
Después de que los amigos de Blancanieves se van a trabajar a la mina, la Reina encuentra su cabaña y engaña a Blancanieves para que se coma la manzana, diciéndole que es aliada de Jonathan. Entonces, al desmayarse, le revela a su hijastra que mató a su padre al engañarlo para que liderara una campaña contra una amenaza en el sur. Blancanieves cae en la Muerte Durmiente y la Reina se retira a su castillo. Los siete mineros encuentran su cuerpo sin vida al regresar. Jonathan, quien escapó de la mazmorra de la Reina con la ayuda del Cazador, se acerca y besa a Blancanieves, como agradecimiento por haberle ayudado a recuperar la esperanza que había perdido en su reino. Blancanieves despierta y reúne a los siete mineros y a los bandidos compañeros de Jonathan para derrocar a la Reina Malvada.
Mientras los amigos de Blancanieves y los civiles se unen contra los guardias reales. La Reina Malvada sale a enfrentar a Blancanieves, crea una daga mágica y le dice que si quiere el trono tiene que asesinarla. Blancanieves se niega y la Reina ordena a los guardias que la ejecuten en frente de todo el pueblo. Blancanieves logra que los guardias desistan al recordarles su pasado y la bondad que había en ellos antes de ser obligados a ser subordinados de la Reina. La Reina Malvada, ante su derrota y desesperación, regresa a la cámara y le pregunta al Espejo Mágico si ella sigue siendo la más bella de todas, y el Espejo responde que Blancanieves es más justa y bella que ella por su bondad y sentido de justicia. Blancanieves entra en la cámara justo a tiempo para ver a la Reina Malvada destruir el Espejo Mágico en un ataque de ira, pero ella misma se convierte en cristal, ya que todas sus habilidades provienen del Espejo, y desaparece en un vórtice formado al romperse el vidrio. Después, el Espejo Mágico se repara a sí mismo. Entonces, Blancanieves se encuentra con Jonathan, los siete mineros, el Cazador y los bandidos quienes se alegran de verla de nuevo.
El reino se regocija cuando Blancanieves es nombrada la nueva reina, gobernando con justicia. Ella, Jonathan y todos sus amigos lo celebran con alegría y cantando, mientras que Dopey termina de contar toda la historia.

## Reparto
- Rachel Zegler como Snow White («Blanca Nieves» en Hispanoamérica/«Blancanieves» en España), una princesa decidida a liberar su reino de la tiranía de su madrastra
  - Emilia Faucher como Snow White de niña[14]
  - Olivia Verrall como Snow White de bebé[15]
- Gal Gadot como la Reina Malvada, la madrastra de Blancanieves que está obsesionada con ser la más bella de todas[16]
- Andrew Burnap como Jonathan, el interés amoroso de Blancanieves y un rebelde que quiere desafiar la monarquía de la Reina Malvada
- Ansu Kabia como el Cazador, el sirviente de la Reina Malvada a quien ella le ordena matar a Blancanieves[17]
- Lorena Andrea como la Reina Buena, la madre de Blancanieves[15]
- Hadley Fraser como el Rey Bueno, el padre de Blancanieves[15]
- Dujonna Gift como Maple, una de los siete bandidos al servicio de Jonathan[18]
- Colin Michael Carmichael como Farno, uno de los siete bandidos al servicio de Jonathan[19]
- George Appleby como Quigg, uno de los siete bandidos al servicio de Jonathan[15][20]
- Samuel Baxter como Scythe, uno de los siete bandidos al servicio de Jonathan[15]
- Jimmy Johnston como Finch, uno de los siete bandidos al servicio de Jonathan[15][21]
- Idriss Kargbo como Bingley, uno de los siete bandidos al servicio de Jonathan[15]
- Jaih Betote como Norwich, uno de los siete bandidos al servicio de Jonathan[15]
- Freya Mitchell como Chica Solitaria joven[15]
  - Zoe Athena como Chica Solitaria adulta[15]
- Adrian Bower como Capitán de la Guardia[15]
- Felipe Bejarano como Guardia Paul[15]
- Simeon Oakes como Guardia Matthew[15]
- Joshmaine Joseph como Guardia William[15]
- Joshmaine Joseph como Guardia Arthur[15]
- Victoria Alsina como Lily[15]
- John Hyatt como padre del Guardia Matthew[15]
- Anna Sylvester como Esposa del Guardia Paul[15]

### Reparto de voz
- Jeremy Swift como Doc («Sabio» en España), líder de los habitantes del bosque que acogen a Blancanieves[22]
  - Jonathan Bourne proporciona la captura de movimiento del personaje[15]
- Martin Klebba como Gruñón, uno de los habitantes del bosque que acogen a Blancanieves, de personalidad testatruda[23]
  - Omari Bernard proporciona la captura de movimiento del personaje[15]
- George Salazar como Feliz, uno de los habitantes del bosque que acogen a Blancanieves, de personalidad alegre[22]
  - David Birch proporciona la captura de movimiento del personaje[15]
- Andy Grotelueschen como Dormilón, uno de los habitantes del bosque que acogen a Blancanieves, de personalidad perezosa[22]
  - Sandy Foster proporciona la captura de movimiento del personaje[15]
- Tituss Burgess como Tímido, uno de los habitantes del bosque que acogen a Blancanieves, de personalidad vergonzosa[22]
  - Leah Haile proporciona la captura de movimiento del personaje[15]
- Jason Kravits como Sneezy («Estornudo» en Hispanoamérica/«Mocoso» en España), uno de los habitantes del bosque que acogen a Blancanieves, quien estornuda con facilidad[22]
  - Dominic Owen proporciona la captura de movimiento del personaje[15]
- Andrew Barth Feldman como Dopey («Tontín» en Hispanoamérica/«Mudito» en España), uno de los habitantes del bosque que acogen a Blancanieves, quien se comunica mediante gestos y sonidos[22]
  - Jaih Betote proporciona la captura de movimiento del personaje[15]
  - Feldman también interpreta al narrador
- Patrick Page como el Espejo Mágico, un espejo que la Reina Malvada utiliza para saber quién es la más hermosa del reino

## Producción

### Desarrollo
El 31 de octubre de 2016, The Hollywood Reporter informó que Walt Disney Pictures está desarrollando una nueva versión de acción en vivo de Snow White and the Seven Dwarfs, con Erin Cressida Wilson en conversaciones para escribir el guion. El 30 de mayo de 2019, se informó que Marc Webb estaba en conversaciones para dirigir la película. En noviembre de 2021, se informó que Greta Gerwig estaba coescribiendo el guion. Gurinder Chadha también fue muy considerado para el trabajo.

### Casting
En junio de 2021, Rachel Zegler fue elegida para el papel principal, y en noviembre de ese mismo año, Gal Gadot fue elegida como la Reina Malvada. El 7 de diciembre de 2021, durante la entrevista con ExtraTV, Rachel Zegler reveló que Blancanieves será mucho más fuerte que en la película animada original de 1937. Se anunció una nueva búsqueda de casting para una joven actriz que interprete a una versión más joven de Blancanieves en la nueva versión de acción en vivo. El 12 de enero de 2022, se anunció que Andrew Burnap fue elegido para el papel principal masculino. En la Denver Fan Expo de 2022, Martin Klebba reveló que interpretaría a Gruñon en la película; Klebba interpretó anteriormente papeles de enanos similares en producciones anteriores basadas en el cuento de hadas «Blancanieves»: en la película de 2001 hecha para televisión, Snow White: The Fairest of Them All como Friday, y en la comedia de fantasía de 2012, Mirror Mirror como Butcher. Luego, en septiembre de 2023, Emilia Faucher y Ansu Kabia se unieron a la película como una joven Blanca Nieves y el Cazador.

### Rodaje
La fotografía principal comenzó el 7 de marzo de 2022. El rodaje comenzó en marzo en Londres, Inglaterra. Un incendio dañó el set de producción el 15 de marzo en Pinewood Studios; el escenario estaba en construcción cuando, según los informes, un árbol se incendió, lo que provocó un gran incendio. Una fuente de Disney confirmó que «no se estaba filmando». El cronograma de rodaje también se reconfiguró para que Zegler viajara a Los Ángeles para presentarse en la ceremonia de 94.ª edición de los Premios Óscar el 27 de marzo, en apoyo a sus colegas de West Side Story. Mientras Zegler asistía a la ceremonia, Gadot comenzó a filmar sus escenas. Durante una entrevista de podcast con Forbes, Gadot reveló que ella canta y baila en la película. El 22 de abril, Gadot confirmó que había terminado de filmar sus escenas, mucho más tarde agregó que interpretar el papel de la primera villana de Disney fue «divertido y delicioso», sintiendo que podía hacer un papel más dramático cambiando su voz debido a que la película estaba siendo un musical. El 13 de julio, Zegler reveló que el rodaje había terminado.

### Efectos visuales
Moving Picture Company, Framestore, Day For Nite, Passion Pictures, Vitality Visual Effects, Cheap Shot VFX, Lola Visual Effects y Crafty Apes proporcionaron los efectos visuales.

## Música
Los compositores Benj Pasek y Justin Paul, quienes anteriormente escribieron la letra de dos nuevas canciones para Aladdín (2019), están listos para escribir nuevas canciones para la película, que se espera que también incluya canciones de la película original de Frank Churchill y Larry Morey.

### Lista de canciones
Todas las pistas fueron compuestas y producidas por Benj Pasek y Justin Paul, a menos que se indique lo contrario. Ian Eisendrath y David Metzger coprodujeron las pistas con Pasek y Paul.
| Disney's Snow White (Original Motion Picture Soundtrack) |                                         |                                     | |          |  |
| N.º                                                      | Título                                  | Escritor(es)                        | Artista(s)                                                                                                   | Duración |  |
| 1.                                                       | «Good Things Grow»                      | Benj Pasek Justin Paul Jack Feldman | Hadley Fraser Krystina Alabado Dean Boodaghians-Nolan Jonathan Bourne Felipe Bejarano Emilia Faucher Reparto | 3:42     |  |
| 2.                                                       | «Good Things Grow (Villagers’ Reprise)» | Pasek Paul Feldman                  | Vivienne Rowe Rachel Zegler                                                                                  | 0:45     |  |
| 3.                                                       | «Waiting on a Wish»                     | Pasek Paul Feldman                  | Zegler | 4:52     |  |
| 4.                                                       | «Heigh-Ho»                              | Frank Churchill Larry Morey         | Jeremy Swift George Salazar Jason Kravits Tituss Burgess Martin Klebba Andy Grotelueschen                    | 3:45     |  |
| 5.                                                       | «All Is Fair»                           | Pasek Paul Feldman                  | Gal Gadot Reparto                                                                                            | 3:32     |  |
| 6.                                                       | «Whistle While You Work»                | Churchill Morey                     | Zegler Kravits Salazar Morrow Grotelueschen Burgess Klebba Swift                                             | 3:02     |  |
| 7.                                                       | «Princess Problems»                     | Pasek Paul                          | Andrew Burnap Zegler                                                                                         | 2:18     |  |
| 8.                                                       | «The Silly Song»                        | Churchill Morey                     | Kravits Fletcher Sheridan Swift Grotelueschen Dujonna Gift Jimmy Johnston Salazar Ensemble                   | 1:08     |  |
| 9.                                                       | «A Hand Meets a Hand»                   | Pasek Paul Lizzy McAlpine           | Zegler Burnap                                                                                                | 4:08     |  |
| 10.                                                      | «All Is Fair (Reprise)»                 | Pasek Paul Feldman                  | Gadot | 1:48     |  |
| 11.                                                      | «Waiting on a Wish (Reprise)»           | Pasek Paul Feldman                  | Zegler | 1:20     |  |
| 12.                                                      | «Snow White Returns»                    | Pasek Paul                          | Zegler Reparto                                                                                               | 1:22     |  |
| 13.                                                      | «Good Things Grow (Finale)»             | Pasek Paul Feldman                  | Zegler Burnap Reparto                                                                                        | 1:13     |  |

## Marketing
El 9 de septiembre de 2022, durante la presentación de la D23 Expo 2022 de Disney, se mostró un adelanto de 30 segundos de la película, así como imágenes preliminares. Hubo destellos rápidos de varios escenarios importantes, incluida la cabaña de Blancanieves en el bosque, el interior intrincadamente diseñado del castillo de la Reina y el bosque cubierto de musgo. También hubo breves atisbos de Gadot como la Reina Malvada cuestionando su espejo mágico, Zegler como Blancanieves y la mano de Blancanieves cayendo con la manzana envenenada cayendo junto con ella. Gadot dijo sobre su papel que interpretar a la Reina Malvada fue «muy diferente de lo que [ella] había hecho antes. [Ella] está acostumbrada a interpretar el otro extremo de donde debería estar el corazón», pero le resultó muy «encantador meterse debajo de su piel». El logo del título de la película también fue revelado. En una entrevista con Vanity Fair, Zegler criticó las «bromas» que se estaban haciendo sobre las actualizaciones modernas de la película, incluida su elección para el papel de Blancanieves como latina y abordó el enfoque de la película, diciendo:

La gente está haciendo estos chistes acerca de que el nuestro es la Blancanieves de color, donde es como, sí, lo es, porque lo necesitaba. Es una caricatura de 85 años, y nuestra versión es una historia refrescante sobre una mujer joven que tiene una función más allá de pensar: «Mi príncipe vendrá».
Rachel Zegler

Para el marketing de la película se invirtieron al menos 70 millones de dólares, haciendo que sumado al coste de la producción principal Disney invirtiera 350 millones de dólares en la película.

## Lanzamiento

### Estreno en cines
Durante la presentación de la Expo D23, se anunció que Snow White se estrenaría en 2024. El 15 de septiembre de 2022, se anunció que la película tendría una fecha de estreno para el 22 de marzo de 2024. Debido a la huelga SAG-AFTRA 2023, el estreno fue pospuesto al 21 de marzo de 2025.
La película tuvo un preestreno el 12 de marzo de 2025 en el Alcázar de Segovia en España, que sirvió de inspiración para el castillo de la película animada original, para darle a la película una presentación más elaborada en un lugar de «cuento de hadas», posteriormente teniendo su estreno oficial en cines en la fecha planeada, el día 21 el mismo mes. Un preestreno en Hollywood se llevó a cabo en El Capitan Theatre el 15 de marzo de 2025, sin la prensa habitual en la alfombra roja debido a las controversias en torno a las opiniones políticas de Zegler y Gadot.

### Medios domésticos
Snow White fue lanzada para descarga digital el 13 de mayo de 2025, y será lanzada en Ultra HD Blu-ray, Blu-ray, y DVD el 24 de junio. Los lanzamientos en medios domésticos incluyen escenas eliminadas, tomas falsas, y reportajes. Una colección especial de dos películas que incluye la película y el largometraje animado Snow White and the Seven Dwarfs también fue lanzada. Snow White fue lanzada en el servicio de streaming Disney+ el 11 de junio de 2025.
La película debutó en el puesto número 2 en la lista de las 10 principales ventas y alquileres digitales de Fandango at Home para la semana que finalizó el 18 de mayo, poco después de su lanzamiento el 13 de mayo para alquiler y compra digital premium. Posteriormente ocupó el puesto número 5 en la misma lista durante la semana que finalizó el 25 de mayo, y más tarde se ubicó en el puesto número 8 durante la semana que finalizó el 1 de junio. Snow White ocupó el puesto número 6 en la Official Film Chart del Reino Unido durante la semana que finalizó el 28 de mayo. Posteriormente, la película ocupó el puesto número 8 en la lista oficial de películas del Reino Unido para la semana que finalizó el 4 de junio.
La firma de análisis de streaming FlixPatrol, que monitorea diariamente las listas de vídeo bajo demanda y las calificaciones de streaming actualizadas globalmente, informó que Snow White se convirtió en la película más transmitida en Disney+ en los Estados Unidos luego de su lanzamiento en la plataforma. La empresa de análisis Samba TV, que recopila datos de audiencia de ciertos televisores inteligentes y proveedores de contenido, informó que la película experimentó un aumento del 405% en la audiencia durante sus primeros cinco días en Disney+ luego de su debut en streaming, en comparación con su desempeño durante el lanzamiento prémium de video bajo demanda. Nielsen Media Research, que registra la audiencia en streaming en ciertas pantallas de televisión estadounidenses, calculó que Snow White fue transmitida durante 581 millones de minutos entre el 9 y el 15 de junio, lo que la convirtió en la quinta película más transmitida esa semana.

## Recepción

### Recepción crítica
En el sitio web agregador de reseñas Rotten Tomatoes, el 39 % de las 257 reseñas de críticos son positivas; el consenso del sitio web dice: «Snow White no es precisamente un momento de mal humor en el cine gracias a la luminosa interpretación estelar de Rachel Zegler, pero su tímido tratamiento del material original, junto con algunas decisiones estilísticas torpes, tampoco dejará contentos a todos». Metacritic, que utiliza un promedio ponderado, le asignó a la película una puntuación de 50 sobre 100, basada en 48 críticos, lo que indica críticas «mixtas o promedio». El público encuestado por CinemaScore le dio a la película una calificación promedio de «B+» en una escala de A+ a F, mientras que los encuestados por PostTrak le dieron a la película una calificación promedio de tres de cinco estrellas, con el 39 % diciendo que definitivamente la recomendaría. En el sitio web SensaCine, la película fue puntuada con 3,0 estrellas de 5, enfatizando la crítica en el personaje de Zegler describiéndola como «Fuerte, justa, valiente y auténtica», mientras que en las críticas de medios de prensa en el sitio recibió una puntuación media de 3,2 estrellas de 5.
En las reacciones positivas de la crítica, Katcy Stephan, de la revista Variety, elogió la interpretación de Zegler como Blancanieves, calificándola de «supernova brillante» y de su personaje por poseer una «nueva profundidad gracias a su ferviente deseo de convertirse en la líder que su padre creía que podría ser». Siddhant Adlakha de IGN Movies llamó a la película «el mejor remake de acción real en una década» y dijo que «adapta las líneas generales del original, al tiempo que profundiza en sus temas». Brian Truitt de USA Today escribió que la película «encuentra relevancia moderna en medio del material antiguo». Patrick Gomez de Entertainment Weekly describió la película diciendo: «El mejor remake de acción real de Disney es el más hermoso de todos, gracias a Rachel Zegler».
En críticas más diversas, Nicholas Barber de BBC escribió: «La historia es saturada, el tono confuso y el ritmo desentona. De nuevo, eso no convierte la película en un desastre. En cierto modo, la crisis de identidad es lo que la hace digna de ver». Witney Seibold de /Film escribió: «Es hueca, pero a diferencia de algunos remakes más recientes, parece tener pensamientos en su cabeza». David Rooney, de The Hollywood Reporter, escribió sobre la premisa: «Si eso suena como el modelo estándar de empoderamiento femenino que es casi obligatorio en las repeticiones de cuentos de hadas contemporáneos, más o menos lo es. Pero la incandescente Zegler lo vende con convicción y corazón». Daniel Bayer de AwardsWatch escribió: «[Marc] Webb hace su trabajo con un mínimo de alboroto y esfuerzo, y cada vez que Zegler está en pantalla, la película logra evocar algo de esa buena y vieja magia de Disney». Dan Rubins de Slant lo llamó «un ejercicio bastante aproximado para actualizar una propiedad esencial pero indudablemente pintoresca para el consumo moderno». Amy Nicholson, del diario Los Angeles Times, escribió que la película es «un fascinante estudio de caso sobre las contradicciones imposibles de la actualidad: un espejo mágico que refleja las tensiones de los tiempos actuales». Neil Minow de RogerEbert.com escribió: «Algunas partes de la película funcionan mejor que otras, pero ninguna tiene la dulzura ni la imaginación de la película animada. Esta «Blancanieves» no es la más bella de todas. Es simplemente, bueno, justa».
Respecto a sus críticas negativas, Peter Bradshaw de The Guardian la calificó de «agotadoramente horrible» con «agobiantes añadidos pseudo-progresistas» y criticó los papeles de Zegler y Gadot como «las actuaciones más aburridas de sus vidas». Johnny Oleksinski del New York Post escribió: «El clásico atemporal, un logro innovador para la animación, se ha convertido en otro autómata de acción real inútil y extraño que desaparece de tu mente en el momento en que termina». Tyler Taing, de DiscussingFilm, escribió: «Aparte de la impresionante actuación de Rachel Zegler, no hay mucho más que disfrutar en esta torpe, mal concebida y cínica nueva versión de acción real de Disney. Ni siquiera las hilarantemente malas lecturas de Gal Gadot justifican la visita al cine». Rodrigo Pérez de The Playlist escribió: «Si bien introduce su comentario social, Blancanieves aborda muchas de las mismas ideas (las nociones del amor verdadero, el poder de la amistad y el triunfo del bien sobre el mal), pero todo se presenta en un paquete muy familiar y llamativo». David Fear de Rolling Stone dijo que «puede que no sea la peor adaptación en acción real de una película animada de referencia, aunque es un fuerte contendiente para la más insulsa».

### Premios y reconocimientos
| Premio                                         | Fecha de la ceremonia | Categoría                                | Nominado/a(s)      | Resultado | Referencias |
| ---------------------------------------------- | --------------------- | ---------------------------------------- | ------------------ | --------- | ----------- |
| The Queerties                                  | 11 de marzo de 2025   | Siguiente Gran Cosa                      | Snow White         | Nominada  | [ 94 ]      |
| Chita Rivera Awards for Dance and Choreography | 19 de mayo de 2025    | Coreografía Destacada en un Largometraje | Mandy Moore        | Nominada  | [ 95 ]      |
| Golden Trailer Awards                          | 29 de mayo de 2025    | Mejor Animación/Familiar                 | Snow White: «Slay» | Nominada  | [ 96 ]      |

## Controversias

### Antes del estreno

#### Controversia del casting de Blancanieves
Mientras aparecía en la serie «Actors on Actors» de Variety con Andrew Garfield, Zegler habló sobre la reacción violenta del casting de Blancanieves. La joven estrella recordó el anuncio de casting que fue tendencia en  la red social de X durante días debido a la acalorada respuesta a su obtención del papel y cómo busca usar este papel y una respuesta para medios más positivos en lugar de dejar que la afecte. Ella dijo: 

«Nunca en un millón de años imaginé que esto sería una posibilidad para mí. Normalmente no ves Blancanieves que son de ascendencia latina. Aunque Blancanieves es realmente un gran problema en los países de habla hispana. Blancanieves es un gran ícono, ya sea que esté hablando de la caricatura de Disney o simplemente de diferentes iteraciones y el cuento de hadas de los Hermanos Grimm y todas las historias que lo acompañan. Pero no ves particularmente a personas que se parecen a mí o que soy yo interpretando papeles como ese. Cuando se anunció, fue una gran cosa que estuvo en tendencia en Twitter durante días, porque todas las personas estaban enojadas. Necesitamos amarlos en la dirección correcta. Al final del día, tengo un trabajo que hacer que estoy muy emocionado de hacer. Puedo ser una princesa latina».
Rachel Zegler

#### Crítica de Zegler a la película de 1937
Rachel Zegler atrajo polémica al criticar la película de 1937, diciendo que el Príncipe «acosaba» a Blanca Nieves.
Zegler abordó las críticas a sus comentarios en una entrevista con Variety en octubre de 2024, diciendo que la película aún incluiría una historia de amor, y que «me entristeció que se tomara de esa manera [...] Puede ser muy perturbador cuando las cosas se sacan de contexto o los chistes no funcionan».

#### Reimaginación de los siete enanitos
El 25 de enero de 2022, durante una entrevista en el podcast WTF de Marc Maron para promocionar su nueva película, el actor Peter Dinklage, quien tiene una forma de enanismo, comentó sobre la próximo remake de Blancanieves, llamándola una «historia retrógrada»; refiriéndose a la película animada. Él dijo: 

«Literalmente sin ofender a nadie, pero me sorprendió un poco cuando estaban muy orgullosos de elegir a una actriz latina como Blancanieves, pero todavía estás contando la historia de Blancanieves y los siete enanitos. Da un paso atrás y mira en lo que estás haciendo allí. No tiene sentido para mí... Eres progresista en un sentido, pero aún estás haciendo esa maldita historia retrógrada sobre siete enanos que viven juntos en una cueva, ¿qué? ¿Qué c--- estás haciendo, hombre? ¿No he hecho nada para promover la causa desde mi caja de jabón? Supongo que no soy lo suficientemente ruidoso. No sé qué estudio es ese, pero estaban muy orgullosos de eso. Todo el amor y el respeto para la actriz y todas las personas que pensaron que estaban haciendo lo correcto. Pero yo estaba como, ¿qué estás haciendo?»
Peter Dinklage

Disney respondió a los comentarios de Dinklage y afirmó que «para evitar reforzar los estereotipos de la película animada original, estamos adoptando un enfoque diferente con estos siete personajes y hemos estado consultando con miembros de la comunidad de enanismo». Muchos otros actores con enanismo respondieron negativamente a los comentarios de Dinklage, sintiendo que hablaba indebidamente en su nombre y les costaba papeles.
En julio de 2023, imágenes de la producción de Berkshire llevaron a la confusión de que la representación de los siete enanitos había sido reimaginada para la película, que consiste en un solo actor con enanismo junto con otros seis actores no enanos de diferentes etnia, 6 hombres y 1 mujer que representan el conjunto asociado de siete individuos, que originalmente fueron retratados como seres sobrenaturales del folclore alemán, no seres humanos reales (dichos siete miembros del reparto siendo realmente quienes interpretarían a los siete bandidos de la historia). Después de negar inicialmente los informes de que estas imágenes representaban la producción real de la película, Disney confirmó más tarde que sí representaban la producción, con dobles actores sustituyendo a los protagonistas (con el entonces ya anunciado actor Martin Klebba sin aparecer en dicha imagen). La decisión de volver a imaginar a los personajes como tales fue criticada por quitarle potencialmente oportunidades de actuación a la comunidad de enanismo. El actor de Jackass, Jason «Wee Man» Acuña criticó a Disney por no contratar a actores enanos y expresó su decepción por los cambios.Dylan Postl/Hornswoggle, luchador enano de la WWE, también criticó a Dinklage por sus comentarios.
Los siete habitantes del bosque nunca son mencionados como «enanos» en el diálogo de la película ni en ningún material promocional oficial de Disney, siendo referidos bajo el término de «criaturas mágicas».

#### Opiniones políticas de Gadot y Zegler
Tanto Gadot como Zegler han expresado abiertamente algunas de sus posturas políticas, lo que generó aún más controversia sobre la película. El lanzamiento del tráiler provocó llamamientos a boicotearla desde ambos lados del conflicto israelí-palestino debido a las posturas opuestas de Gadot y Zegler sobre el conflicto, en particular la guerra de Gaza: Gadot apoya a su Israel natal y Zegler a Palestina.
Tras las elecciones presidenciales de Estados Unidos de 2024, simpatizantes republicanos hicieron otro llamamiento a boicotear la película. Zegler publicó «Al diablo con Donald Trump» y atacó a quienes votaron por su reelección, diciendo: «Ojalá los simpatizantes y votantes de Trump, y el propio Trump, nunca conozcan la paz». Posteriormente, Zegler emitió una disculpa pública, afirmando que su mensaje no pretendía causar daño alguno al hacer un llamamiento a la paz.

### Después del estreno

#### Recepción en Oriente Medio
Varias organizaciones árabes iniciaron una campaña digital contra la proyección de la película en el mundo árabe. La protesta se centra en la actriz principal, Gal Gadot, debido a que ha servido en las Fuerzas de Defensa de Israel (FDI) y es una firme defensora de su país. Grupos de Jordania, Kuwait, Baréin, Túnez y Egipto emitieron una declaración conjunta llamando al boicot regional. Argumentan que la proyección de la película apoya a quienes están vinculados con la ocupación israelí y el trato que las FDI dan a los palestinos bajo custodia israelí.
La película fue prohibida en el Líbano debido a que la actriz israelí Gal Gadot está incluida en la lista de boicot a Israel. La prohibición fue ordenada por el ministro del Interior libanés, Ahmad Al-Hajjar, quien, tomó dicha medida ante los continuos ataques de Israel contra Hezbolá en el Líbano, que causaron numerosas muertes de civiles.

#### Calificaciones en IMDb
Para abril de 2025, más del 91% de las reseñas de Snow White en IMDb eran de una estrella, lo que llevó al sitio web a marcar la película con una notificación de actividad inusual debido a preocupaciones de bombardeo de reseñas.

## Impacto
Tras el bajo rendimiento de recaudación de Snow White, la producción de Disney del remake de acción real de Enredados se suspendió indefinidamente en abril de 2025.